# (2051) Chang
(2051) Chang es un asteroide perteneciente al cinturón de asteroides descubierto por el equipo del Observatorio del Harvard College el 23 de octubre de 1976 desde la Estación George R. Agassiz, Estados Unidos.

## Designación y nombre
Chang recibió inicialmente la designación de 1976 UC.
Más adelante se nombró en honor del astrónomo chino Zhang Yuzhe (1902-1986).

## Características orbitales
Chang está situado a una distancia media del Sol de 2,841 ua, pudiendo acercarse hasta 2,627 ua y alejarse hasta 3,055 ua. Tiene una inclinación orbital de 1,35° y una excentricidad de 0,07529. Emplea 1749 días en completar una órbita alrededor del Sol.